# Грушка, Нина Ивановна
Нина Ивановна Грушка (1929—2006) — советская работница сельского хозяйства, доярка, передовик социалистических соревнований в колхозе и районе.

## Биография
Родилась 31 марта 1929 года в селе Токари Лебединского района Сумской области СССР, ныне Украины.
В 1940 году окончила начальную школу в селе Михайловка.
Трудовую деятельность начала бригаде, с 1954 года — доярка колхоза имени Ленина Лебединского района.
Победительница социалистических соревнований, была наставником молодёжи в областной школе передового опыта.
Умерла 13 октября 2006 года, похоронена на родине.

## Награды
- Герой Социалистического Труда (1971 год, за успехи в животноводстве).
- Награждена орденом Ленина (1971).